# 上御井神社
上御井神社（かみのみいのじんじゃ）は、伊勢神宮豊受大神宮（外宮）の所管社。外宮の宮域内、末社の大津神社のさらにその奥に鎮座するが、一般の参拝者が立ち入ることができない場所にあるため、付近から遥拝する。

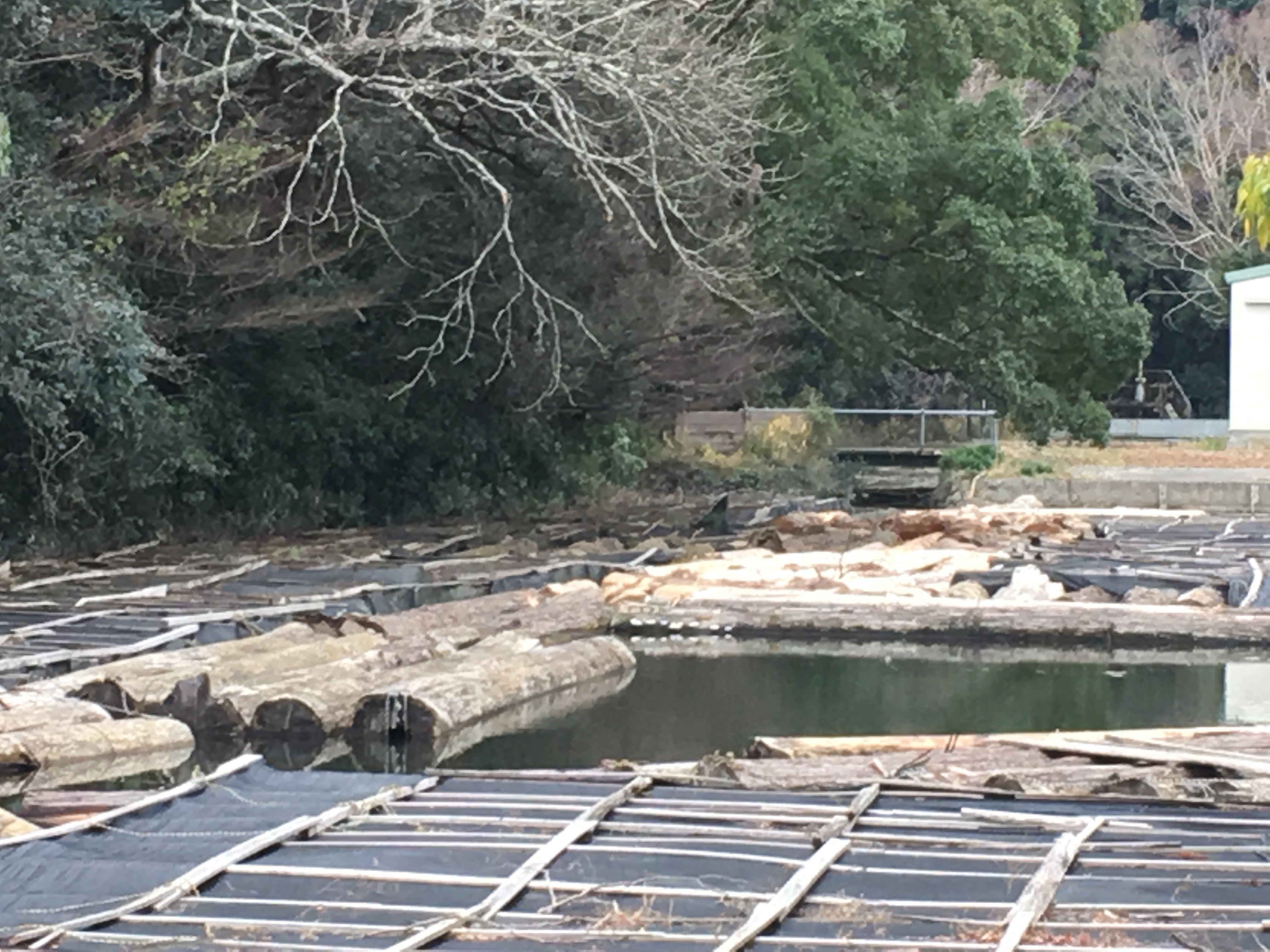
上御井神社
山田工作場の入り口付近から上御井神社の覆屋の屋根を臨むことができる。一般参拝者は立ち入ることができない。

## 概要
三重県伊勢市豊川町の伊勢神宮外宮境内、高倉山を構成する1山である藤岡山の山裾に鎮座する。外宮の所管社4社のうち第3位である。社殿はなく、「御井覆屋」が上御井を覆っている。覆屋は二重の板垣に囲まれている。
祭神は上御井鎮守神（かみのみいのまもりのかみ）。外宮の御料水の守護神、ないしは御料水を汲み上げる井戸の守護神とされる。外宮の祭儀の折には、上御井神社にも祭祀が捧げられる。

## 上御井
「上御井」は、神に供える水を汲み上げる井戸である。上御井の予備の井戸として下御井神社が祀られているが、これまで上御井が涸れたことはないとされる。ただし、『太神宮諸雑事記』には永承5年（1050年）に上御井の水が涸れ、土宮の前の水、すなわち下御井の水を汲んだと記されている。上御井に異変が生じた際は朝廷に使いを出し祈謝したと言われ、神聖視されてきた。
神職は毎朝、上御井から桶1杯分の水を汲み上げる。水を汲むときは、浄衣をまとった神職が覆屋の御扉の鍵を開け、片側の御扉のみを開けた状態で柄の長い柄杓を用いて手桶に水を汲む。神職は御井に自分の姿を映してはならないと言い伝えられてきた。また、伊勢神宮で醸造する神酒の原料となる水も上御井から汲み上げられる。

## 歴史
創建は未詳。『止由気宮儀式帳』には神社としての記載はないが、「御井」や「御井神」という語句が記載されている。「御井二所」という記述もあり、上御井と下御井を表すものと思われる。『風雅和歌集』には以下のような短歌が収録されている。
| 「 | 世々を経て 汲むとも尽きじ 久方の 天より移す をしほ井の水 | 」 |

この歌の「をしほ井」（忍穂井）が上御井を意味し、外宮神官家の度会氏の遠祖が高天原から日向国高千穂峰に持ち下り、丹波国天の真名井に移され、豊受大神の伊勢国への鎮座に伴い、井戸も移ったという伝承がある。
度会氏が神官を務めていた頃、御饌を用意する役目（御炊物忌＝みかしぎのものいみ）は度会氏一族の童女を選んでいたが、御炊物忌を補助する者として物忌父がいた。物忌父は多くの任務があったが、上御井から水を汲んだり、御井の掃除をしたりするのも彼の役割であったと櫻井勝之進は述べている。『世々のめぐみ』によると、慶安元年5月（グレゴリオ暦：1648年6月 - 7月）に外宮の火除のために宮域を整理したが、それまでは忍穂井（上御井）のそばまで民家が建っていたという。
明治5年6月（グレゴリオ暦：1872年7月）、教部省は『延喜式神名帳』および『延暦儀式帳』に記載のない神社を一律に神宮所管から外し、度会県および三重県管轄に移行したため、上御井神社も神宮所管から離れることとなった。日別朝夕大御饌祭（ひごとあさゆうおおみけさい、常典御饌とも）には上御井の水が不可欠であるため、神宮はやむなく新しい井戸を掘って上御井神社の水を移すという苦肉の策をとったが、翌1873年（明治6年）に許可を得て、上御井神社と下御井神社を外宮所管社に復帰させた。1910年（明治43年）10月に覆屋が造り替えられた。

## 交通
上御井神社は一般の参拝者は立入禁止であるため、大津神社から続く小道の行き止まり地点付近から遥拝する。
公共交通
- JR参宮線・近鉄山田線伊勢市駅南口（JR）より徒歩5分程度[16]。
- 三重交通「伊勢市駅前」バス停より徒歩5分。
- 三重交通「外宮前」バス停よりすぐ。

自家用車
- 伊勢自動車道伊勢西ICより三重県道32号伊勢磯部線（御木本道路）を北へ約5分。周辺に合計448台収容の駐車場がある[17]。